# 埃芒维尔 (厄尔省)
埃芒维尔（法語：Émanville，法語發音：[emɑ̃vil]）是法国厄尔省的一个市镇，属于埃夫勒区。

## 地理
埃芒维尔（49°3'39"N, 0°54'41"E）面积10.76 平方千米，位于法国诺曼底大区厄尔省，该省份为法国北部内陆省份，北起滨海塞纳省，西接奧恩省和卡爾瓦多斯省，南至厄尔-卢瓦省，东临瓦兹省、瓦兹河谷省和伊夫林省。
与埃芒维尔接壤的市镇（或旧市镇、城区）包括：巴尔凯、贝维尔拉康帕涅、孔邦、法沃罗勒拉康帕涅、奥尔姆、勒普莱西-圣奥波蒂娜、波尔泰、勒蒂约勒朗贝尔。

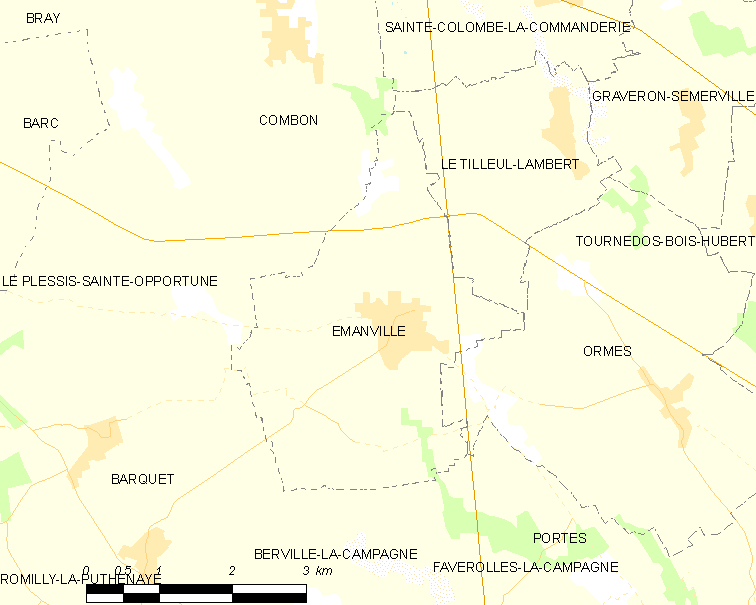
的OSM定位图

埃芒维尔的时区为UTC+01:00、UTC+02:00（夏令时）。

## 行政
埃芒维尔的邮政编码为27190，INSEE市镇编码为27217。

## 政治
埃芒维尔所属的省级选区为勒讷堡县。

## 人口

1962-2008年间人口变化图示

埃芒维尔于2022年1月1日时的人口数量为544人。